# Георг (маркграф Бранденбург-Ансбаха)
Георг Набожный или Исповедник (нем. Georg der Fromme; 4 марта 1484, Ансбах, Франконский имперский округ — 27 декабря 1543, Ансбах, Франконский имперский округ) — маркграф Бранденбург-Ансбахский.
Правил с 1515 по 1517 год в Ансбахе вместе со своим братом Казимиром, затем один. С 1524 года открыто перешел на сторону Реформации. Он побудил своего брата Альбрехта, гофмейстера Тевтонского ордена, преобразовать Пруссию в светское государство.
В 1530 год на Аугсбургском сейме он выступил защитником свободной проповеди Евангелия и убедил Иоахима II, курфюрста бранденбургского, перейти в лютеранство.